# ویرس، گیرند
ویرس، گیرند (به فرانسوی: Vayres, Gironde) یک کامین در فرانسه است که در Canton of Libourne واقع شده‌است.

## خصوصیات
ویرس ۱۴٫۴۶ کیلومترمربع مساحت و ۳٬۲۸۰ نفر جمعیت دارد و ۱۲ متر بالاتر از سطح دریا واقع شده‌است.